# Chlorure de titane(III)
Le chlorure de titane(III), ou trichlorure de titane, est un composé chimique de formule TiCl3. Il s'agit d'un solide cristallisé, connu sous quatre polymorphes, tous construits autour de centres Ti(III) en coordination octaédrique, mais se distinguant par leur cristallographie ainsi que par leurs propriétés magnétiques. Il existe également des hydrates de ce composé. TiCl3 est l'un des halogénures de titane les plus courants et un catalyseur important pour la production de polyoléfines.

## Structure
Dans le TiCl3, chaque atome de titane possède un électron d, ce qui rend ses dérivés paramagnétiques, c'est-à-dire réagissant aux champs magnétiques. Les solutions de chlorure de titane(III) sont violettes, en raison de l'excitation de cet électron d. La couleur est peu intense puisque la transition est interdite par la règle de Laporte (en).
Parmi les différents polymorphes de TiCl3, le β-TiCl3 se présente sous forme d'aiguilles brunes constituées de chaînes d'octaèdres TiCl6 partageant leurs faces opposées de sorte que la distance Ti−Ti minimale soit de 291 pm, suffisamment petite pour suggérer des interactions métal–métal fortes. Les formes α-TiCl3, γ-TiCl3 et δ-TiCl3 sont des solides violets dans lesquels la structure cristalline est lamellaire, avec des ions chlorure disposés en arrangement hexagonal compact dans l'α-TiCl3 et cubique à faces centrées dans le γ-TiCl3, tandis que le δ-TiCl3 est intermédiaire entre ces deux formes. Les octaèdres TiCl6 partagent leurs arêtes dans chacun de ces polymorphes, avec une distance minimale entre deux cations de titane adjacents de 360 pm, distance élevée qui écarte l'éventualité de liaisons Ti−Ti directes, à la différence des trihalogénures des métaux plus lourds du groupe 4, zirconium et hafnium, pour lesquels une liaisons métal−métal est observée, probablement en raison de la différence de rayon ionique entre ces atomes. 

## Synthèse
On produit généralement le trichlorure de titane par réduction du tétrachlorure de titane TiCl4, ce qui se faisait initialement avec de l'hydrogène :
2 TiCl4 + H2 ⟶ 2 HCl + 2 TiCl3.
En particulier, la réaction de vapeur de TiCl4 avec une grande quantité d'hydrogène dans une enceinte chauffée à 500 °C donne une poudre violette d'α-TiCl3.
On obtient également du TiCl3 par réduction de TiCl4 avec, par exemple, du titane ou de l'antimoine ainsi que par réaction du titane métallique avec de l'acide chlorhydrique à chaud :
3 TiCl4 + Ti ⟶ 4 TiCl3 ;
3 TiCl4 + Sb ⟶ 3 TiCl3 + SbCl3.
La réaction avec des composés alkylaluminiques R3Al donne du β-TiCl3 brun cristallisé.

## Réactions
Le trichlorure de titane est très réactif. Il est rapidement hydrolysé dans l'eau et peut être pyrophorique dans l'air. Il est facilement réduit avec de l'aluminium et est commercialisé en mélange avec du chlorure d'aluminium AlCl3 pour former du TiCl3·AlCl3. Ce mélange peut être séparé pour donner du trichlorotris(tétrahydrofurane)titane(III) TiCl3(THF)3 bleu clair par traitement avec le tétrahydrofurane (THF). Les ligands de ce complexe octaédrique adoptent une disposition méridienne.
TiCl3 + 3 (CH2)4O ⟶ TiCl3(O(CH2)4)3.
Un complexe vert foncé analogue provient de la complexation avec la diméthylamine (CH3)2NH. Dans une réaction où tous les ligands sont échangés, TiCl3 est un précurseur de l'acétylacétonate de titane(III) (en), complexe bleu Ti(acac)3.
Le chlorure de titane(II) TiCl2 plus réduit est préparé par dismutation thermique de TiCl3 à 500 °C. La réaction est favorisée par l'élimination du TiCl4 volatil :
2 TiCl3 ⟶ TiCl2 + TiCl4.
Les halogénures ternaires, tels que A3TiCl6, ont une structure qui dépend du cation A+ ajouté. Par exemple, le chlorure de césium CsCl traité avec du chlorure de titane(II) TiCl2 et de l'hexachlorobenzène C6Cl6 produit de l'heptachlorodititanate de césium CsTi2Cl7 cristallin. Dans ce type de structures, Ti3+ présente une géométrie de coordination octaédrique.

## Applications
Le trichlorure de titane est le principal catalyseur Ziegler-Natta, assurant une partie importante de la production industrielle de polyéthylène. L'activité catalytique de cette substance dépend fortement du polymorphe α, β, γ ou δ utilisé et du mode de préparation,,.
TiCl3 est également un réactif spécialisé pour la synthèse organique, utile pour les réactions de couplage réducteur, souvent en présence de réducteurs ajoutés tels que le zinc. Il réduit les oximes en imines. Il se dégrade lentement à l'air libre, ce qui peut conduire à des résultats aléatoires, comme dans le cas des réactions de couplage réducteur.